# Christian Kock

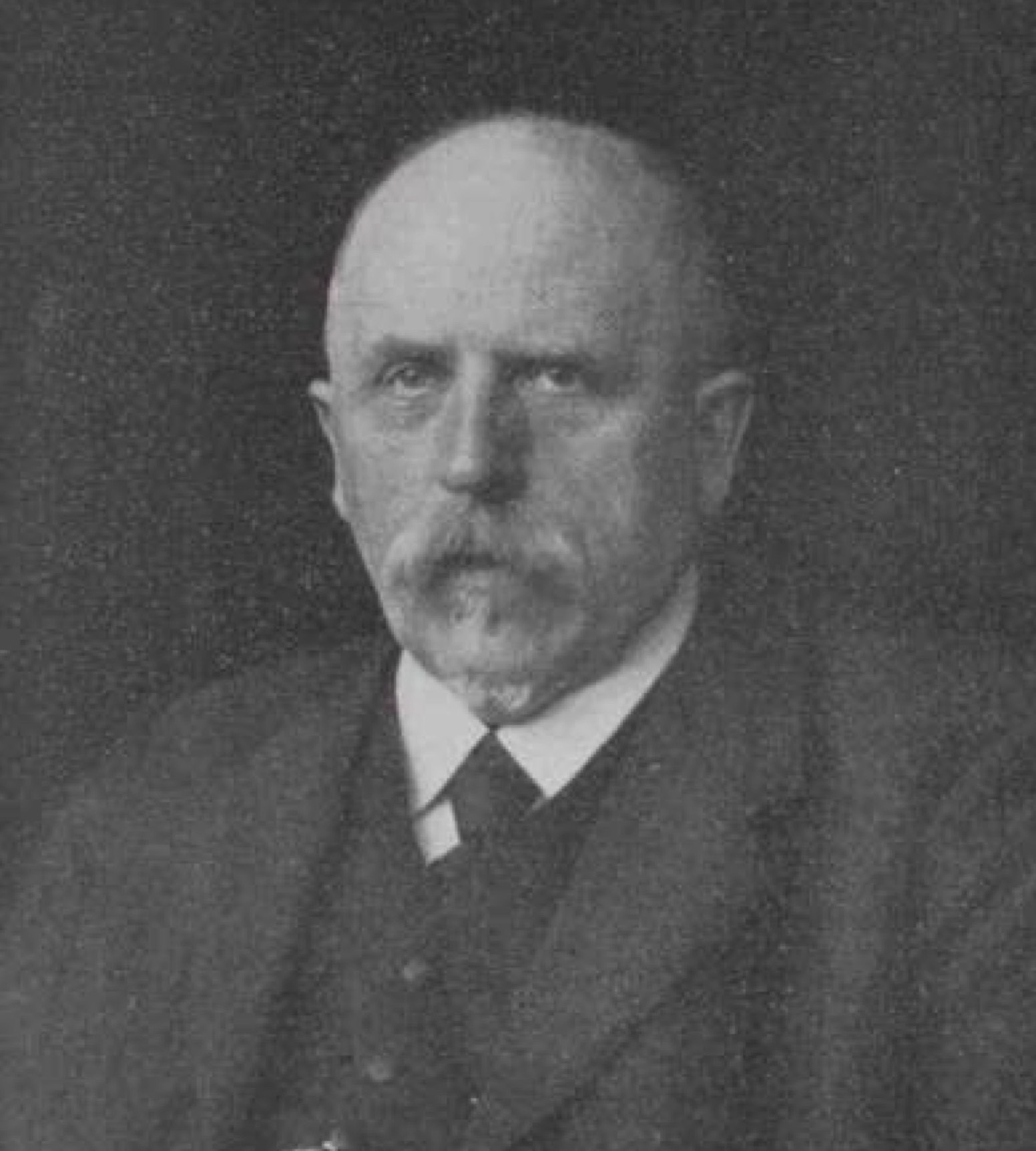
Christian Kock

Christian Friedrich Kock (* 4. August 1867 in Loose, Provinz Schleswig-Holstein, Königreich Preußen; † 1. April 1949 in Norby, Rieseby) war ein deutscher Lehrer und Heimatforscher. 

## Leben
Christian Kock wurde in Loose geboren, wo er in einem bäuerlichen Elternhaus aufwuchs. 
Dort reifte auch sein Entschluss, Lehrer zu werden. Seine Ausbildung erhielt er zwischen 1883 und 1888 in Eckernförde. Nach einer kurzen Dienstzeit in Flatzby (dänisch Fladsby) kam Christian Kock 1890 als Lehrer nach Bohnert bei Kosel, wo er bis zu seiner Pensionierung im Jahr 1928 blieb. Neben seiner Tätigkeit betrieb er in den zwanziger Jahren außerdem eine intensive Erwachsenenbildung. Von 1933 bis zu seinem Tod lebte er in Norby bei Rieseby.
Sein Leben lang hat Christian Kock seine heimatgeschichtlichen Studien betrieben. Auf Anordnung der NSDAP gründete er am 13. März 1935 als damaliger Vorsitzender und Obmann für die Sippenforschung im Kreis Eckernförde mit 59 Mitgliedern die „Arbeitsgemeinschaft für Sippenforschung und Heimatgeschichte (Eckernförde-Land)“. Er war von 1935 bis 1946 Vorsitzender und ab 1946 Ehrenvorsitzender der Heimatgemeinschaft Eckernförde.

## Ehrungen
Nach dem Zweiten Weltkrieg ehrte die Gemeinde Bohnert Christian Kock durch die Benennung der damals ortsansässigen Schule nach ihm und in Kosel erhielt eine Straße seinen Namen.

## Veröffentlichungen
Die Liste seiner Veröffentlichungen in Zeitschriften und Zeitungen umfasst 311 Titel. Des Weiteren schrieb er:
- "Volks- und Landeskunde der Landschaft Schwansen", Christian Kock, Heidelberg 1912
- "Heimatbuch des Kreises Eckernförde", Willers Jessen und Christian Kock, Eckernförde 1916
- diverse Manuskripte; u. a. im Auftrag des Kirchenvorstandes die "Chronik des Kirchspiels Rieseby", 1940
- Ünner’n Wiehnachtsboom: Plattdeutsche Weihnachtsgeschichten, Hrsg. Anne-Marga Sprick, Autoren: Theodor Storm, Pastor Lensch, Peter Rosegger, Gustav Frenssen, Wilhelm Lobsien, Klaus Witt, Agnes Miegel, Christian Kock, Emil Duborg und Klaus Groth, Boyens Buchverlag, Heide 2004, ISBN 978-3-9810912-1-2

## Quelle
- Festheft zur Dorfwoche Rieseby, 1976, S. 14–15
- Heimatgemeinschaft Eckernförde
- Gernot Kühl, "Festakt mit jugendlicher Frische" (Festakt zum 75-jährigen Jubiläum der Heimatgemeinschaft Eckernförde, Schwansen, Hütten und Dänischer Wohld), Eckernförder Zeitung vom 25. Oktober 2010

| Personendaten    | Personendaten                       |
| ---------------- | ----------------------------------- |
| NAME             | Kock, Christian                     |
| ALTERNATIVNAMEN  | Kock, Christian Friedrich           |
| KURZBESCHREIBUNG | deutscher Lehrer und Heimatforscher |
| GEBURTSDATUM     | 4. August 1867                      |
| GEBURTSORT       | Loose                               |
| STERBEDATUM      | 1. April 1949                       |
| STERBEORT        | Norby bei Rieseby                   |